# Mona Hammond
Mona Hammond, pseudonimo di Mavis Chin (Clarendon Parish, 26 novembre 1934 – 4 luglio 2022), è stata un'attrice giamaicana naturalizzata britannica, cofondatrice della Compagnia Teatrale Talawa.
Emigrò definitivamente nel Regno Unito nel 1959. Era conosciuta principalmente per i suoi ruoli di attrice alla televisione britannica: lavorò nelle sitcom ed ebbe la parte di Blossom Jackson nella soap opera della BBC EastEnders. Nel 2005 fu nominata OBE.

## Biografia
Hammond si trasferì in Inghilterra nel 1959 e lavorò inizialmente per la Norman e Dawbarn Architetti. Frequentò corsi serali presso l'Istituto Città di letteratura per due anni e in seguito si aggiudicò una borsa di studio, per la Royal Academy of Dramatic Art. Iniziò la sua carriera di attrice sul palco , poi apparve in Softly (1968) e Il problema Shooters (1969). Il suo ruolo di primo piano è stato Lady Macbeth in la Roundhouse nel 1970 di Peter Coe. Trascorse inoltre due anni presso la Royal National Theater; partecipò alle produzioni Fuente Ovejuna, Peer Gynt (diretto da Declan Donnellan) e  Il crogiolo. Nel 1985 insieme a Yvonne Brewster, e Inigo Espejel Carmen Munroe fondò una compagnia teatrale. Sensibile al tema della diaspora africana, si batté anche per la reinterpretazione di pezzi classici inglesi. Al cinema lavorò nei film The Black giacobini, Il valore della sincerità e Re Lear.

## Vita privata
Dal 1965 al 1987 fu sposata con Michael Saunders: dal matrimonio, terminato con un divorzio, nacque un maschio, Matthew Paul, che morì prima di lei.

## Filmografia parziale

### Cinema
- Herostratus, regia di Don Levy (1967)
- Fords on Water, regia di Barry Bliss (1983)
- Pure, regia di Gillies MacKinnon (2002)
- Tu chiamami Peter (The Life and Death of Peter Sellers), regia di Stephen Hopkins (2004)
- Manderlay, regia di Lars von Trier (2005)
- Imagine Me & You, regia di Ol Parker (2005)
- Kinky Boots - Decisamente diversi (Kinky Boots), regia di Julian Jarrold (2005)
- 10.000 AC (10,000 BC), regia di Roland Emmerich (2008)
- Burlesque Fairytales, regia di Susan Luciani (2009)
- Coriolanus, regia di Ralph Fiennes (2011)

### Televisione
- Il Sweeney (1976)
- Wolcott (1980-1981)
- Nero Seta (1985)
- Giulietta Bravo (1985)
- Playboy delle Indie occidentali (1985)
- Kingdom (1986)
- Quando l'amore muore (1990)
- EastEnders (1994)
- Desmond's (1990 -1994)
- Us Girls (1992-1993), nel ruolo della nonna Pinnock
- Porkpie (1995)
- Chef! (1996)
- Fratelli e sorelle (1996)
- Eritema solare (1999)
- Danni provocati da una tempesta (2000)
- La Bill (2001)
- Babyfather (2001)
- Holby City (2001-2005)
- White Teeth (2002)
- Un tocco di Frost (2003)
- The Crouches (2003) nel ruolo della nonna Sylvie Crouch
- Medici (2006)
- Delitti in Paradiso (Death in Paradise) – serie TV, episodio 1x03 (2011)